# (4370) Dickens
(4370) Dickens (1982 SL) – planetoida z pasa głównego asteroid okrążająca Słońce w ciągu 3,26 lat w średniej odległości 2,2 j.a. Została odkryta 22 września 1982 roku w Lowell Observatory, w Flagstaff przez Edwarda Bowella. Nazwa planetoidy została nadana na cześć Karola Dickensa, wybitnego pisarza XIX-wiecznej Anglii.